# Constantin von Flondor

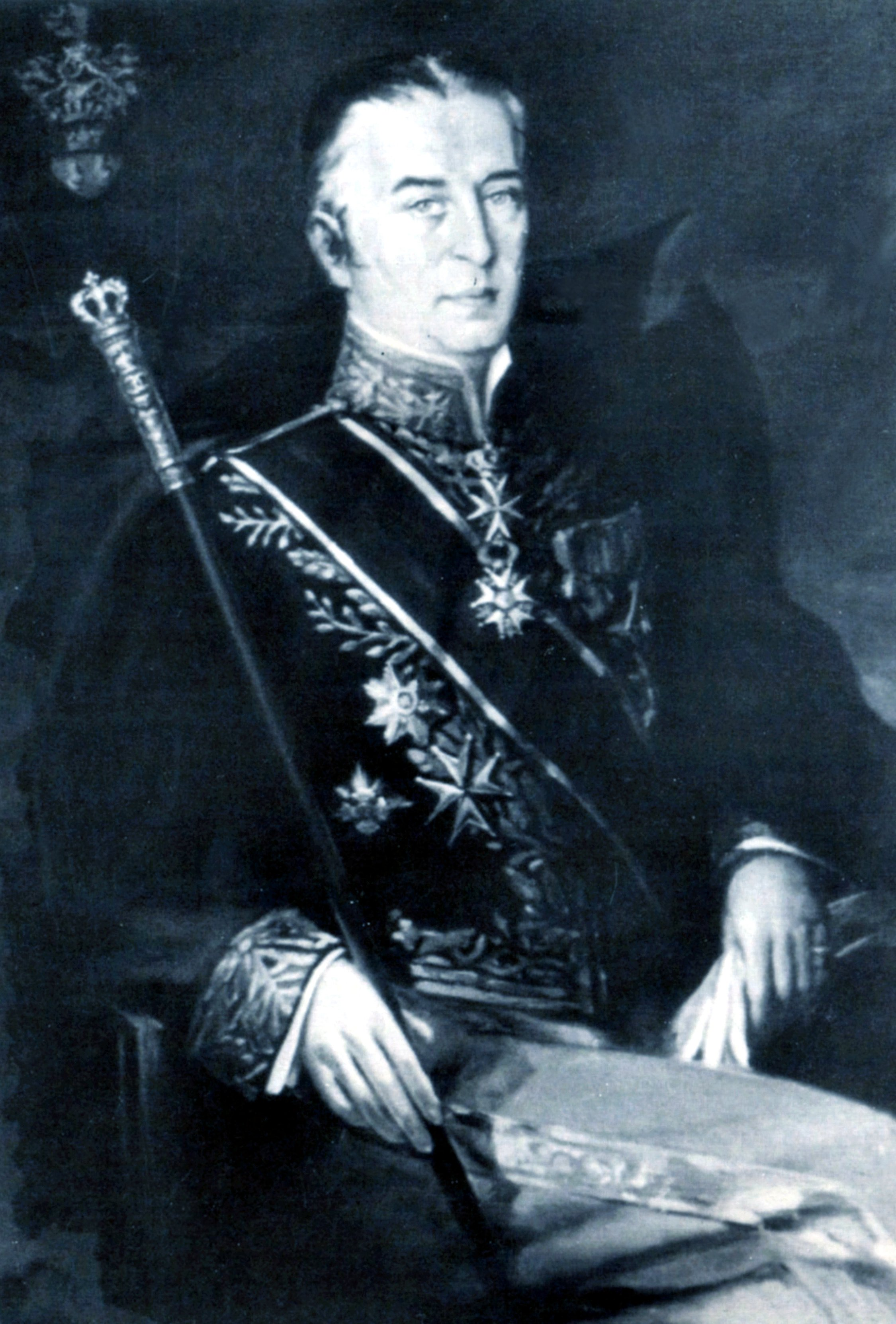
Constantin Ritter von Flondor, Marschall des königlichen Hofes 1937

Constantin Ritter von Flondor, auch Constantin cavaler de Flondor (* 14. Februar 1889 in Roman, Bezirk Neamț; † 15. Juni 1942 in Czernowitz) war ein rumänischer Jurist und Diplomat, sodann Hofmarschall des Königreichs Rumänien.

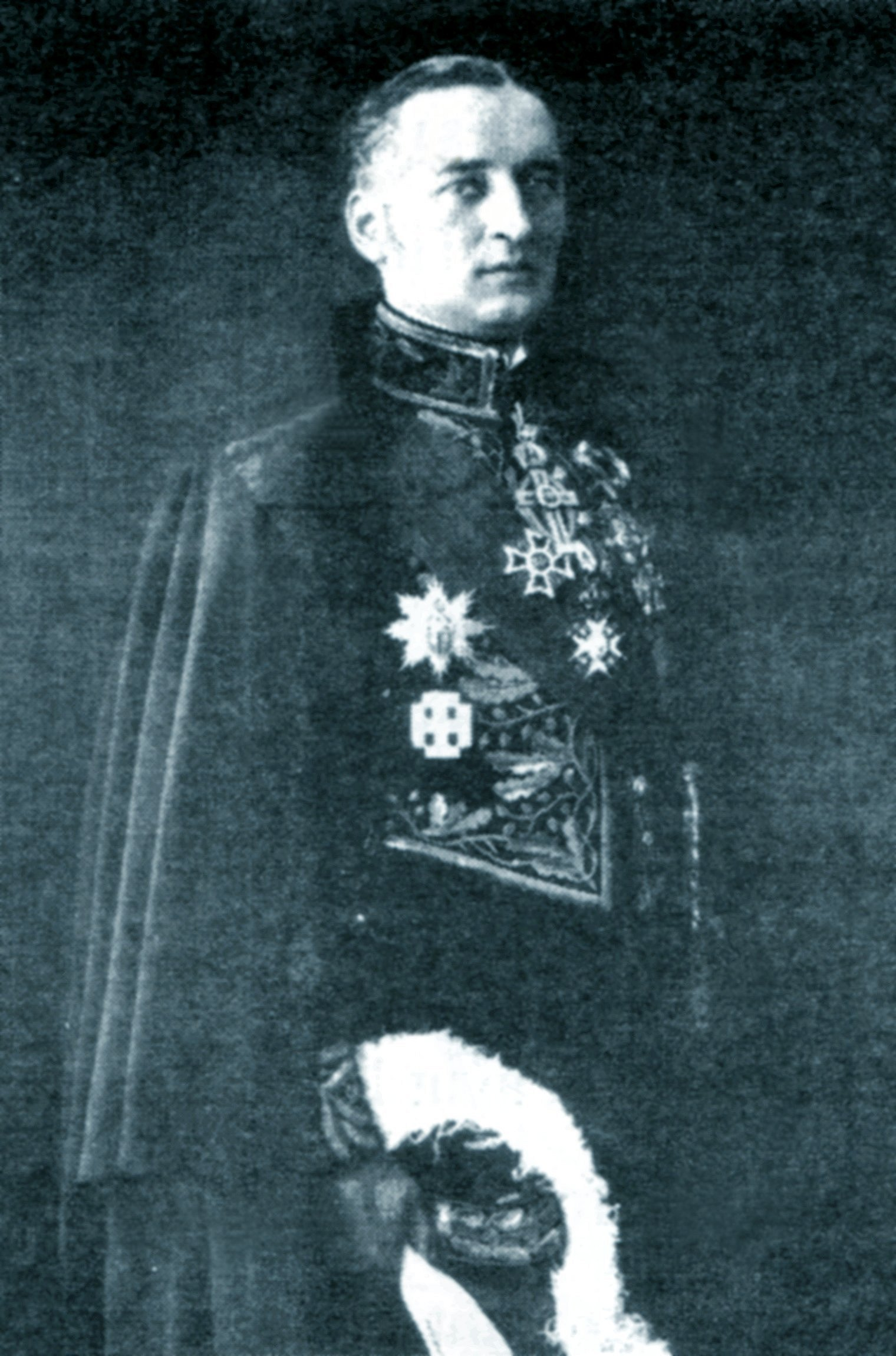
Constantin Ritter von Flondor um 1938

## Herkunft
Flondor entspross einer der ältesten Bojarenfamilien der Bukowina, deren Stammreihe mit dem aus der Maramuresch in die Moldau gezogenen Mic Albu im Jahre 1403 begann. Mitglieder der Familie stellten ab dem 16. Jahrhundert hohe Würdenträger am fürstlichen Hof.
Ioan Flondor (1710–1784), Bezirksgouverneur (vornic) von Câmpulung Rusesc war der Stammvater aller Familienmitglieder aus der Bukowina. Seine drei Söhne bildeten verschiedene Familienzweige. Constantin entstammte dem dritten, von seinem Urgroßvater gleichen Namens. Dessen beide Söhne Demeter und Nikolaus Ritter von Flondor bildeten erneut zwei Äste. Der Sohn des Nikolaus, Georg war der Vater des Komponisten Theodor Ritter von Flondor (1862–1908). Constantin stammte aus dessen Ehe mit Maria Ciunta (1865–1950). Sein Bruder war der letzte königliche Resident der Bukowina Georg von Flondor.

## Leben
Nach dem Ablegen des Abiturs am k.k. Ober-Gymnasium in Czernowitz studierte er an den Universitäten Wien und Czernowitz Jus. 1914 promovierte er an der Universität Innsbruck in den Rechtswissenschaften. Während des Ersten Weltkriegs diente er in der k.u.k. Armee.
Angezogen von den Idealen seines Onkels Johann Ritter von Flondor (Iancu Flondor), trat er unmittelbar nach Kriegsende in den diplomatischen Dienst des Königreichs Rumänien ein, wobei er schon in jungen Jahren seine Qualitäten für die anstehenden Aufgaben unter Beweis stellte und begann deshalb zügig alle Stufen der diplomatischen Laufbahn zu erklimmen.
Am Anfang, in den Jahren 1920 bis 1924, war Constantin Legationssekretär in Prag und Belgrad, danach Legationsrat, unter anderem in Wien.
Nachdem er Botschafter im Ministerrang (rumänisch ministru plenipotențiar) geworden war, erfüllte er erfolgreich die vielfältigen Verpflichtungen in den Hauptstädten Europas, so in Sofia, Prag, Stockholm, Helsinki, Kopenhagen und Wien. In dieser Zeit war er auch Protokollchef und leitete auch die Ordenskanzlei.
Im Jahr 1937 wurde Flondor zum königlichen Hofmarschall ernannt, ein Amt, das er bis 1939 innehaben sollte, auch wurde er Präsident der Radiogesellschaft. In seiner Zeit als Marschall begleitete er in dieser Funktion König Carol II. auf seinem Besuch im Vereinigten Königreich (15.–18. November 1938), zusammen mit dem rumänischen Außenminister Nicolae Petrescu-Comnen, dem Minister mit Sondervollmachten und Botschafter in London, Ioan Victor Baron de Stîrcea und anderen, wo sie mit König Georg VI., Neville Chamberlain und Lord Halifax zusammentrafen. Es wurde um eine Vertiefung der Beziehungen zwischen den beiden Staaten – vor allem nach den Ergebnissen des Münchner Abkommens – konferiert und eine stärkere finanzielle Unterstützung Rumäniens durch die Briten ausgehandelt. Anfang 1940 übernahm er erneut die Aufgaben des Protokollchefs und Direktors der Ordenskanzlei.
Wegen unüberbrückbarer Differenzen mit dem Regime General Ion Antonescus ließ er sich pensionieren und reiste danach geschäftlich durchs Land. Flondor verstarb unerwartet in seinem Zimmer des Hotels „Pajura neagra“, das ihm überwiegend gehört hatte, infolge eines Herzinfarkts und wurde wegen der Kriegssituation in aller Eile auf dem Czernowitzer Zentralfriedhof beerdigt, mit der Maßgabe ihn baldmöglichst in die Familiengruft nach Rogojești (Kreis Botoșani) umzubetten zu dürfen.
Der Diplomat war unter anderem mit dem Großkreuz des Ordens der Krone von Rumänien sowie dem Großkreuz des Ordens Stern von Rumänien dekoriert.

## Epilog

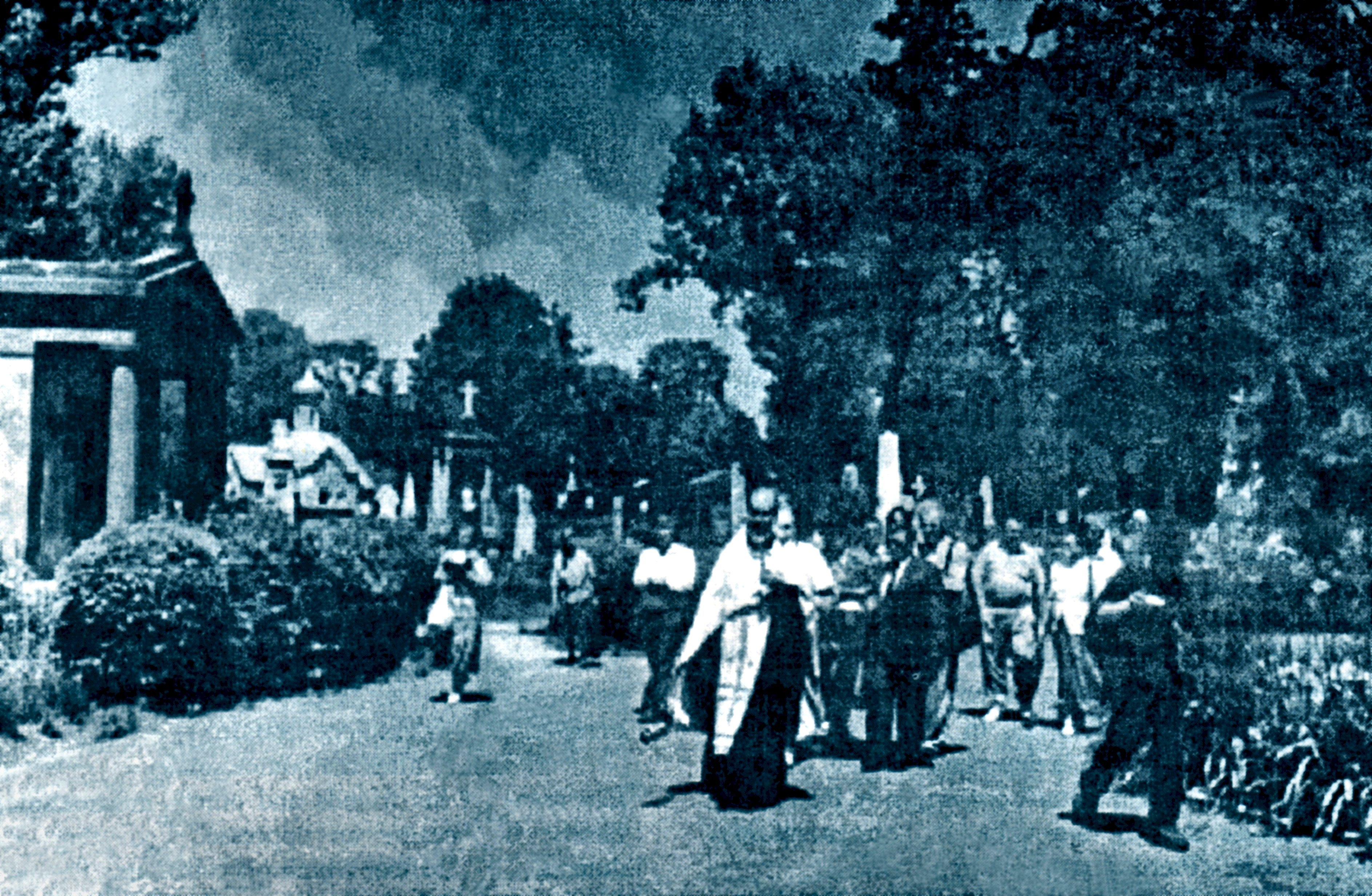
Constantin von Flondor, Heimkehr eines Diplomaten

Die Umbettung von Czernowitz in seinen Heimatort verzögerte sich auf Grund der politischen Lage um fast 40 Jahre. Die letztendliche Erlaubnis zur Exhumierung des Toten und seine Überführung wurde, auf Intervention des Rumänischen Außenministeriums letztendlich von den ukrainischen Behörden gestattet. Der feierliche Akt wurde am 9. und 10. Juni 2000 vollzogen.
Heute ruht Constantin Ritter von Flondor im Familienmausoleum im Hof der Kirche von Rogojești neben seinem Vater Theodor, seinem Bruder Georg sowie seinem Großvater Theodosius Ritter von Buchenthal und seiner Großmutter Helene Freifrau von Petrino-Armis.

## Bildergalerie

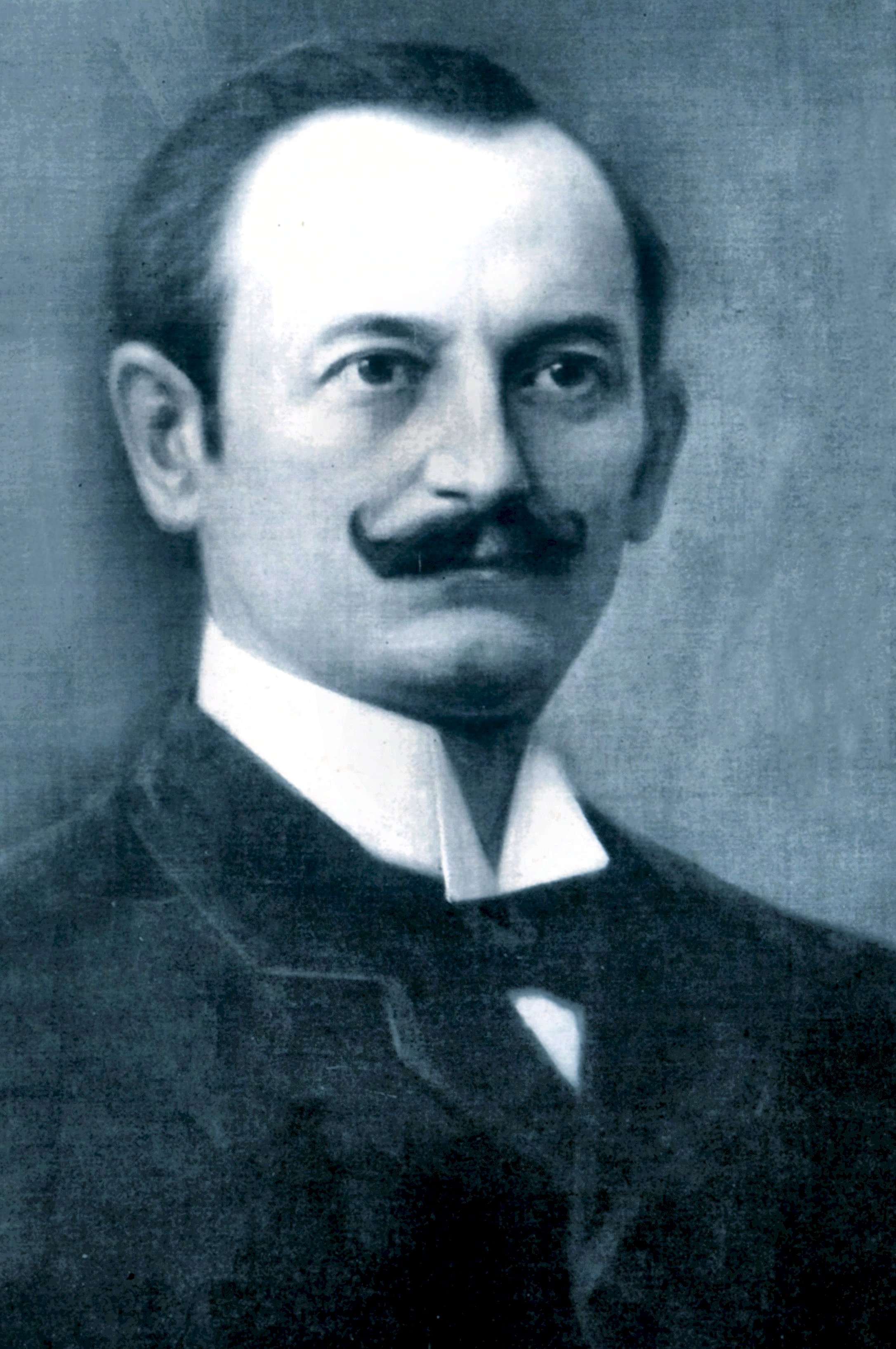
Vater Theodor von Flondor
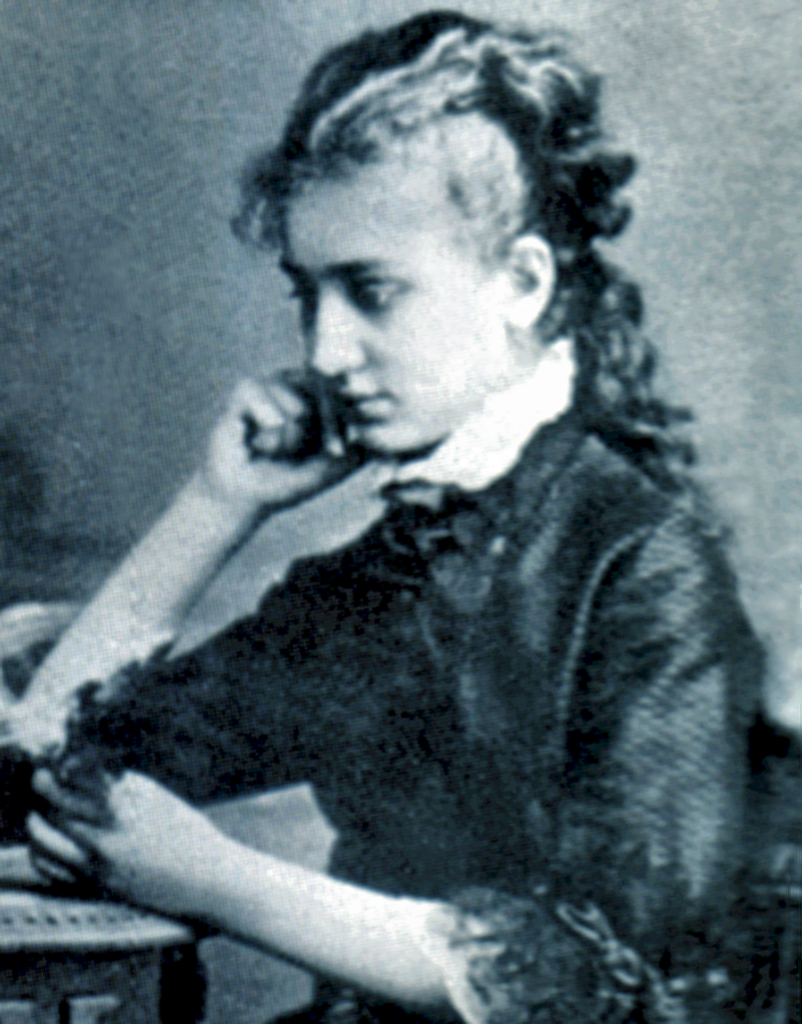
Mutter Maria Ciuntu
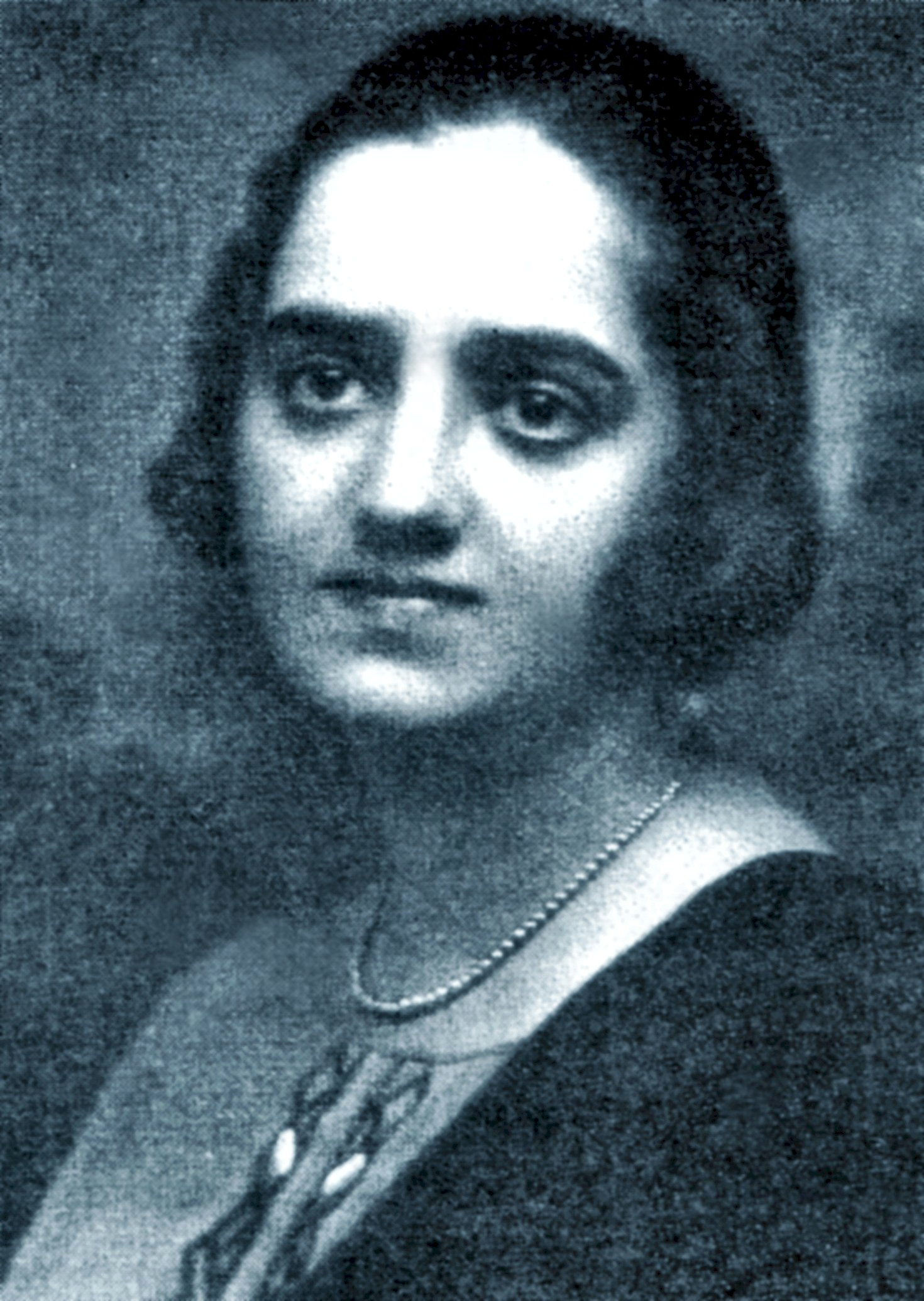
Schwester Florica Flondor-Racovitză
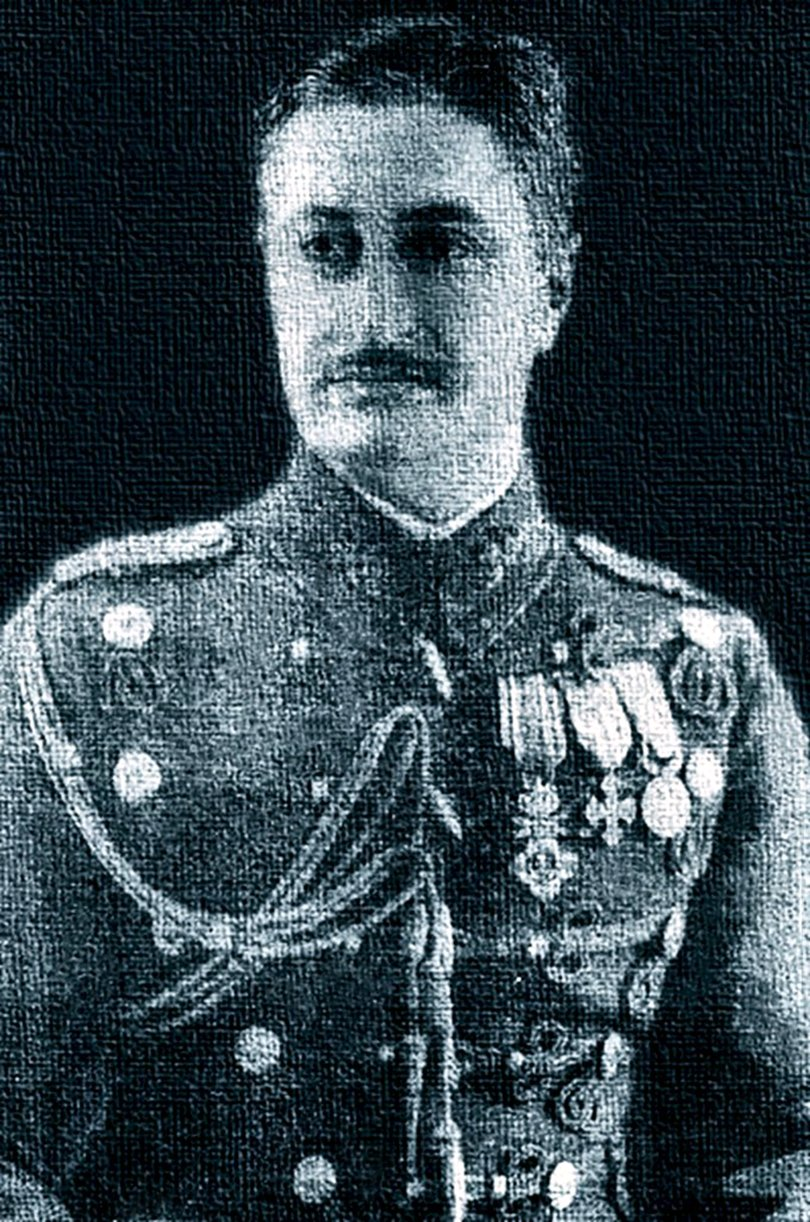
Gatte Floricas Aurel Racovitză als Oberstleutnant